# Rush Hour 3
Rush Hour 3 (bra: A Hora do Rush 3; prt: Hora de Ponta 3) é um filme de 2007 de artes marciais/comédia de ação, e a terceira parte da série Rush Hour, estrelado por Jackie Chan como Inspector Lee e Chris Tucker como Detetive Carter. O filme foi anunciado oficialmente em 7 de maio de 2006 e as filmagens começaram em 4 de julho de 2006. O filme é ambientado em Paris e Los Angeles. Rush Hour 3 foi lançado em 10 de agosto de 2007, nos Estados Unidos. Um quarto filme está atualmente em consideração pelos criadores da série.
Roman Polanski (diretor e fã da série Rush Hour) foi dado um pequeno papel como um oficial da polícia francesa envolvido no caso de Lee e Carter. Em sua primeira aparição em um filme americano, Noémie Lenoir retrata Geneviève, uma bela artista de palco, que é uma dos principais suspeitas no caso, bem como o interesse amoroso de Carter. Tzi Ma reprisa seu papel como embaixador Han, chefe e amigo de Lee, que apareceu em Rush Hour. Yvan Attal co-estrela como George, um motorista de táxi que se torna novo companheiro de Lee e Carter.

## Enredo
Três anos depois dos eventos de Rush Hour 2, em Los Angeles, o agora rebaixado oficial James Carter cuida do trânsito da cidade, enquanto o inspetor-chefe da Força Policial de Hong Kong, Lee, está trabalhando como guarda-costas do embaixador chinês Solon Han, que fala sobre a importância de combater as tríades no Tribunal Criminal Mundial, anunciando o paradeiro de Shy Shen, um indivíduo semi-mítico de grande importância para a triade chinesa. Antes de anunciar, um assassino desconhecido usa um rifle sniper em Han sem ser visto, interrompendo a conferência e resultando em um grande tumulto entre todos os observadores. Lee persegue o atirador e o encurrala, descobrindo que o assassino é seu irmão adotivo de infância Kenji. Quando Lee hesita em atirar em Kenji, ele foge quando Carter (que ficou sabendo do tiroteio através do rádio da polícia) chega para intervir.
Lee descobre que Han fará uma recuperação completa no hospital, quando a bala atingiu seu ombro. A filha de Han, Soo-Yung, agora adulta, chega e faz Lee e Carter prometerem que vão capturar quem está por trás do tiroteio. Por insistência de Soo-Yung, Lee e Carter seguem para um estúdio de kung Fu, onde Soo-Yung colocou um envelope que lhe foi confiado por Han. Depois de conhecer o antigo mestre de estúdio, que informa a dupla que as tríades levaram os pertences de Soo-Yung, Lee e Carter chegam no hospital a tempo de interceptar uma gangue de assassinos de língua francesa que tentaram matar Soo-Yung e Han. Lee e Carter derrotam os assassinos e interrogam um deles com a ajuda de uma freira francófona, a irmã Agnes. Para sua proteção, eles levam Soo-Yung para a embaixada francesa e a deixam sob os cuidados de Reynard, o embaixador francês e o presidente do Tribunal Penal Mundial. Quando um carro-bomba quase mata Reynard e Soo-Yung, a dupla decide ir para Paris para investigar.
Em Paris, depois de passar por uma dolorosa busca por cavidades do comissário parisiense Revi, Lee e Carter conhecem George, um motorista de táxi, que critica os norte-americanos com firmeza. Depois que Carter força George a ajudar, ele os leva para um esconderijo da Tríade. Uma vez lá, Lee é enganado por uma assassina chamada Jasmine, que afirma ter informações sobre Shy Shen, com a intervenção de Carter salvando Lee quando ela tenta matá-lo. Lee e Carter tentam escapar das tríades, tendo convencido George, que eles precisam de sua ajuda, mas são capturados pelos homens de Kenji. Kenji se oferece para deixá-los viver se os dois deixarem Paris imediatamente, mas Lee se recusa e, em uma pequena luta, ele e Carter escapam de seu cativeiro. A dupla se recupera em um hotel, onde Lee revela seu relacionamento com Kenji para Carter, mas decide que sua ajuda não é necessária. Carter deixa o hotel, desiludido, mas se compõe quando ele vê e segue uma mulher que ele conheceu no esconderijo da Tríade, aprendendo que ela é uma artista musical chamada Geneviève.
Depois de localizar Geneviève e salvá-la de uma tentativa de assassinato no ato de palco, os dois fogem para o seu quarto de hotel onde Carter seduz Geneviève. Eles são atacados por Jasmine e são resgatados por George, que decide ajudá-los e desenvolveu uma grande admiração pelos americanos. Lee e Carter então descobrem que Geneviève é a lista. Os nomes dos treze líderes da Tríade foram tatuados na parte de trás de sua cabeça e, conforme a tradição, Geneviève explica que ela será decapitada e enterrada se as tríades capturá-la. Quando Lee e Carter levam Geneviève para Reynard, descobrem que ele trabalha com as tríades o tempo todo. Kenji liga e informa a Lee que ele capturou Soo-Yung e que gostaria de trocá-la por Geneviève.
Lee chega ao ponto de troca, o restaurante Jules Verne na Torre Eiffel, com Carter disfarçado de Geneviève. Kenji desafia Lee para uma luta de espadas, durante a qual os dois caem da torre em uma rede de segurança. A espada de Kenji abre a rede de segurança e os dois ficam pendurados no que resta da rede. Lee deseja salvar seu irmão adotivo, mas Kenji se despede e o manda lhe soltar, caindo para a morte enquanto Lee assiste, horrorizado. Enquanto isso, Carter salva Soo-Young e bate em Jasmine, que é morta depois de ficar presa em uma das rodas do elevador. Depois de escapar das tríades usando uma bandeira francesa como pára-quedas, Carter e Lee são confrontados por Reynard, mantendo Geneviève refém e ameaçando matá-la e enquadrá-la. No entanto, George, que seguiu Lee e Carter, atira em Reynard por trás, matando-o. A polícia chega, com o comissário Revi regozijando-se e tentando obter crédito imerecido pelo caso. Lee e Carter dão um soco duplo no comissário e se afastam tranqüilamente, enquanto comemoram com a dançinha da vitória.[carece de fontes?]

## Elenco
- Jackie Chan como Inspetor Chefe Yan Naing Lee
- Chris Tucker como Detetive James Carter
- Noémie Lenoir como Geneviève / Shy Shen
- Max von Sydow como Ministro Varden Reynard
- Hiroyuki Sanada como Kenji
- Yvan Attal como George, o taxista francês
- Youki Kudoh como Lady Jasmine
- Zhang Jingchu como Soo-Yung Han
- Tzi Ma como Embaixador Solon Han
- Roman Polanski como Commissaire Revi (não creditado)
- Philip Baker Hall como Capitão William Diel (não creditado)
- Dana Ivey como Irmã Agnes
- Henry O como Mestre Yu
- Oanh Nguyen como Mi
- Mia Tyler como Marsha
- Sarah Shahi como Zoe (não creditada)
- Michael Chow como Ministro dos Negócios Estrangeiros da China
- David Niven, Jr. como Ministro dos Negócios Estrangeiros Britânicos
- Sun Ming Ming como Gigante do Kung-Fu
- Julie Depardieu como Paulette, a esposa de George
- Lisa Thornhill como Enfermeira
- George Cheung como um membro da Tríade de Reynard

### Homens de Kenji
- Han Guan-Hua
- Lee In Seob
- He Jun
- Park Hyun-Jin
- Wu Gang
- Zhang Peng
- James Lew
- Will Leong

## Dublagem brasileira
- Lee: Márcio Simões[6]
- Carter: Alexandre Moreno[6]
- Reynard: Gilberto Baroli[6]
- Kenji: Affonso Amajones[6]
- George,Taxista Francês: Cassius Romero[6]
- Genevieve: Adriana Pissardini[6]
- Soo Yung: Melissa Garcia[6]
- Embaixador Han: Marcelo Pissardini[6]
- Irmã Agnes: Patrícia Scalvi[6]
- Mestre Tu: Carlos Silveira[6]
- Mi: Marco Antonio Abreu[6]
- Capitão William Diel: Walter Cruz[6]
- Detetive Revi: Walter Cruz[6]

## Lançamento

### Bilheteria
Rush Hour 3 foi produzido com um orçamento estimado em $140 milhões.
Foi inaugurado em 10 de agosto de 2007 e arrecadou $49,100,158 em seus três primeiros dias. Bruto norte-americano total do filme foi $140,125,968, muito abaixo do bruto de Rush Hour 2 e ligeiramente para trás até mesmo do bruto do original. Notado por Brandon Gray de Box Office Mojo:
| “ | Rush Hour 3 foi comercializado como apenas mais um filme de Rush Hour, em parte porque o filme em si é uma pequena brincadeira, e não tinha o estilo de evento desenvolvido que Rush Hour 2 tinha. Além do mais, Chan não foi nas telas americanas por três anos, enquanto o filme de Tucker era Rush Hour 2. A entrada repetitiva de uma série sem um novo grande gancho não corta completamente depois de uma espera de seis anos, se a intenção é construir ou manter uma audiência. Isso Rush Hour 3 teve uma estréia considerável é um crédito para a boa vontade gerada pelos dois primeiros filmes. | ” |

Rush Hour 3 arrecadou $255,045,928 mundialmente.

### Resposta da crítica
Ao contrário de seus antecessores, o filme recebeu críticas desfavoráveis por parte dos críticos, principalmente no humor bruto mais do filme. Em Metacritic, o filme tem uma pontuação de 44 com base em 32 comentários, indicando "críticas mistas ou médias". Desson Thomson do The Washington Post, dando-lhe três estrelas e meia de cinco, disse que "com o risco de condenação eterna na Internet, eu admito a rir - mesmo sentindo momentaneamente tocado por — Rush Hour 3." No Rotten Tomatoes o filme teve uma pontuação de 19% com base em 157 revisões com um consenso de "Rush Hour 3 é uma repetição cansado de filmes anteriores, e uma mudança de cenário não pode esconder a falta de idéias novas." Todd Gilchrist do IGN filmes disse: "Um filme que não depende apenas, mas exige que você não acha que, a fim de se divertir." Christian Toto do The Washington Times disse: "O trabalho que Rush deve colocar a franquia para baixo para o bem." Christopher Tookey do Daily Mail disse: "Infectando este terceiro filme é um nível extra, profundamente desagradável de racismo que não vimos antes na série." Roger Ebert do Chicago Sun-Times foi ligeiramente mais positivo dando ao filme duas estrelas e dizendo: "...uma vez que você percebe que só vai ser tão bom, você resolver voltar e desfrutar desse modesto grau de bondade, que é, pelo menos, não a maldade, e além disso, se você está assistindo Rush Hour 3, você obviamente não tinha nada melhor para fazer, de qualquer maneira. " James Berardinelli do ReelViews de ReelViews deu ao filme uma estrela e meia em cada quatro, e disse que o filme era chato, sem inspiração e redundante.

### Distribuição na China
O filme não foi exibido nos cinemas chineses em 2007, para dar lugar a uma maior variedade de filmes estrangeiros para esse ano, de acordo com um representante da empresa. (A cota para filmes importados é de 20 a cada ano.)

### Lançamento em Home media
O filme foi lançado em 26 de dezembro de 2007, em DVD, VHS e discos Blu-ray. Em 30 de março de 2008, o filme fez $80.75 milhões em aluguel de Home Vídeo, tornando-se o topo de aluguel de 2007.

## Sequência
Por causa do sucesso de bilheteria do filme, o diretor Brett Ratner e escritor Jeff Nathanson estão atualmente considerando a produção de um quarto filme da série Rush Hour. No DVD comentário em áudio para Rush Hour 3, Brett Ratner brinca que Rush Hour 4 pode ser lançado no futuro. Ratner e Nathanson estão explorando vários conceitos, incluindo o uso da técnica de captura de movimento para a possível sequência e vários projetos de filmes com Chan e Tucker. Tem sido relatado que o quarto filme pode ser definido em Moscou.
Em uma entrevista recente com o Vulture, Ratner declarou que o elevado custo de fazer uma sequência é, "Porque outro Rush Hour provavelmente não terá feito, seja: Seria demais para me pagar, Chris [Tucker], e Jackie [Chan] para voltar."
Em uma entrevista, em 12 de maio de 2012, Jackie [Chan] revela que ele ainda está pensando em ambos Rush Hour e uma sequência de Karate Kid.
Em fevereiro de 2018, Tucker confirmou a produção do Rush Hour 4. Ele afirmou no podcast da ESPN, The Plug, "Está acontecendo". Essa vai ser a corrida de todos juntos. Jackie está pronto e queremos fazer isso para que as pessoas nunca possam esquecer o filme.

## Trilha sonora
A trilha sonora de cinema original para este filme foi lançado em 08 de agosto de 2007 em CD e cassete áudio de New Line Records and Columbia Records.
1. "Do Me, Baby" - Performance de Prince & Chris Tucker
2. "Less Than an Hour (Theme Song from Rush Hour 3)" - Performance de Nas & Cee-Lo Green
3. "War (Versão Estendida)" - Performance de Edwin Starr, Jackie Chan, Chris Tucker e Adrienne Bailon
4. "(Your Love Keeps Lifting Me) Higher and Higher" - de Jackie Wilson
5. "Bonnie and Clyde" - Performance de Serge Gainsbourg e Brigitte Bardot
6. "The Stoinked Quay (Trilha Original)" - Composta por Lalo Schifrin
7. "New Line Cinema Theme (Trilha Original)" - Composta por Lalo Schifrin
8. "Shaolin Fight" (Trilha Original) - Composta por Mark Mothersbaugh
9. "Adrienne Bailon!" (Trilha Original) - Composta por Conducted by Lalo Schifrin & Mark Mothersbaugh
10. "The Closer I Get To You" - Performance de Luther Vandross, Beyonce, Jackie Chan, e Chris Tucker